# Paratanus bipunctus
Paratanus bipunctus är en insektsart som beskrevs av Delong och Paul S. Cwikla 1985. Paratanus bipunctus ingår i släktet Paratanus och familjen dvärgstritar. Inga underarter finns listade i Catalogue of Life.